# ديفيد كاميرون (مجدف)
ديفيد كاميرون (بالإنجليزية: David Cameron)‏ هو مجدف أسترالي، ولد في 11 مارس 1974.

## وصلات خارجية
- ديفيد كاميرون على موقع الاتحاد الدولي للتجديف (الإنجليزية)
- ديفيد كاميرون على موقع اللجنة الأولمبية الدولية (الإنجليزية)
- ديفيد كاميرون على موقع أوليمبيديا (الإنجليزية)